# Estelle Winwood
Estelle Winwood, pseudonimo di Estelle Ruth Goodwin (Lee, 24 gennaio 1883 – Woodland Hills, 20 giugno 1984), è stata un'attrice britannica.
Longeva caratterista, attiva in Gran Bretagna e negli Stati Uniti, in oltre tre quarti di secolo recitò sia in teatro, che per il cinema e la televisione.

## Biografia
Estelle Winwood nacque a Lee, nel Kent, in Inghilterra, il 24 gennaio 1883. Espresse il desiderio di intraprendere la carriera di attrice a cinque anni, godendo in questa scelta dell'approvazione della madre ma non di quella di suo padre. All'età di 20 anni debuttò sul palcoscenico a Johannesburg, in Sudafrica. Durante la prima guerra mondiale, entrò nella Liverpool Repertory Company, trasferendosi quindi di nuovo in Inghilterra.
Incominciò la sua carriera a Broadway nel 1916. Si avvicinò al cinema nei primi anni trenta, con piccole comparsate in film come L'angelo della notte (1931) di Edmund Goulding, ma continuando comunque ad alternare la propria carriera tra il palcoscenico e il grande schermo.
Sposatasi quattro volte, (rispettivamente con il regista Guthrie McClintic, dal 1902 al 1905, con l'attore Arthur Chesney, fratello di Edmund Gwenn e cugino di Cecil Kellaway, dal 1907 al 1928, con il petroliere Francis Barlow Bradley, dal 1928 al 1929 e con il medico Robert Barton Henderson dal 1944 al 1984), nei suoi oltre cinquant'anni di carriera la Winwood si dimostrò attrice frizzante e capace, non disdegnando molto spesso apparizioni in televisione. Nel 1959 collaborò con Walt Disney e prese parte al film Darby O'Gill e il re dei folletti. Nel 1962 fu la volta di La spada magica al fianco di attori del calibro di Basil Rathbone. In età molto avanzata, particolarmente godibili al cinema furono le sue apparizioni in Chi giace nella mia bara? (1964), dove recitò con Bette Davis, Per favore, non toccate le vecchiette (1968) di Mel Brooks e Invito a cena con delitto (1976) di Robert Moore. La sua ultima apparizione fu in un episodio della serie televisiva Quincy nel 1979, a 96 anni: all'epoca era l'attrice più longeva di Hollywood ad essere ancora in attività. Morì nel sonno all'età di 101 anni, a Woodland Hills, in California; era all'epoca il decano per anzianità della Screen Actors Guild. È sepolta nel Westwood Village Memorial Park Cemetery.
Estelle Winwood fu una delle più intime amiche della celebre Tallulah Bankhead.
Il regista George Cukor morì soltanto qualche ora dopo averle mandato gli auguri in occasione del suo centesimo compleanno.

## Filmografia parziale

### Cinema
- L'angelo della notte (Night Angel), regia di Edmund Goulding (1931)
- The House of Trent, regia di Norman Walker (1933)
- Dolce inganno (Quality Street), regia di George Stevens (1937)
- Main Street to Broadway, regia di Tay Garnett (1953) non accreditata
- La scarpetta di vetro (The Glass Slipper), regia di Charles Walters (1955)
- Il cigno (The Swan), regia di Charles Vidor (1956)
- 23 passi dal delitto (23 Paces to Baker Street), regia di Henry Hathaway (1956)
- La tentazione del signor Smith (This Happy Feeling), regia di Blake Edwards (1958)
- Darby O'Gill e il re dei folletti (Darby O'Gill and the Little People), regia di Robert Stevenson (1959)
- Gli spostati (The Misfits), regia di John Huston (1961)
- La spada magica (The Magic Sword), regia di Bert I. Gordon (1962)
- L'affittacamere (The Notorious Landlady), regia di Richard Quine (1962)
- Il gabinetto del Dr. Caligari (The Cabinet of Caligari), regia di Roger Kay (1962)
- Chi giace nella mia bara? (Dead Ringer), regia di Paul Henreid (1964)
- Camelot, regia di Joshua Logan (1967)
- Assassinio al terzo piano (Games), regia di Curtis Harrington (1967)
- Per favore, non toccate le vecchiette (The Producers), regia di Mel Brooks (1968)
- Jenny, regia di George Bloomfield (1970)
- Invito a cena con delitto (Murder by Death), regia di Robert Moore (1976)

### Televisione
- Blithe Spirit (1946)
- Lights Out – serie TV, episodio 3x16 (1950)
- Suspense – serie TV, 1 episodio (1951)
- Studio One – serie TV, 2 episodi (1953)
- Broadway Television Theatre – serie TV, 3 episodi (1952-1953)
- The Motorola Television Hour – serie TV, 1 episodio (1954)
- Robert Montgomery Presents – serie TV, 2 episodi (1954)
- Kraft Television Theatre – serie TV, 3 episodi (1954-1958)
- Producers' Showcase – serie TV, 1 episodio (1954)
- Lux Video Theatre – serie TV, 1 episodio (1956)
- Playwrights '56 – serie TV, 1 episodio (1956)
- BBC Sunday-Night Theatre – serie TV, 1 episodio (1956)
- Alfred Hitchcock presenta (Alfred Hitchcock Presents) – serie TV, episodi 1x25-3x26 (1956-1958)
- Climax! – serie TV, 2 episodi (1957)
- Le grandi fiabe (Shirley Temple's Storybook) – serie TV, 1 episodio (1958)
- The Donna Reed Show – serie TV, 1 episodio (1959)
- Five Fingers – serie TV, 1 episodio (1959)
- Ai confini della realtà (The Twilight Zone) – serie TV, episodio 1x24 (1960)
- The Ann Sothern Show – serie TV, 1 episodio (1960)
- Bourbon Street Beat – serie TV, episodio 1x35 (1960)
- The Real McCoys – serie TV, 1 episodio (1960)
- Avventure in paradiso (Adventures in Paradise) – serie TV, episodio 2x27 (1961)
- Thriller – serie TV, episodio 2x11 (1961)
- Dennis the Menace – serie TV, 1 episodio (1961)
- Il dottor Kildare (Dr. Kildare) – serie TV, 1 episodio (1961)
- Gli inafferrabili (The Rogues) – serie TV, episodio 1x27 (1965)
- F.B.I. (The F.B.I.) – serie TV, 1 episodio (1965)
- Perry Mason – serie TV, episodio 9x30 (1966)
- Organizzazione U.N.C.L.E. (The Man from U.N.C.L.E.) – serie TV, 1 episodio (1966)
- Vita da strega (Bewitched) – serie TV, 1 episodio (1966)
- ABC Stage 67 – serie TV, episodio 1x08 (1966)
- Batman – serie TV, 5 episodi (1966-1967)
- Agenzia U.N.C.L.E. (The Girl from U.N.C.L.E.) – serie TV, episodio 1x29 (1967)
- The Outsider – serie TV, episodio 1x15 (1969)
- CBS Playhouse – serie TV, 1 episodio (1969)
- Reporter alla ribalta (The Name of the Game) – serie TV, 2 episodi (1968-1970)
- Decisions! Decisions!, regia di Alex Segal (1971) – film TV
- The Doris Day Show – serie TV, 3 episodi (1968-1971)
- Love, American Style – serie TV, 2 episodi (1969-1972)
- Detective anni trenta (Banyon) – serie TV, 1 episodio (1973)
- Barnaby Jones – serie TV, 1 episodio (1973)
- Cannon – serie TV, 1 episodio (1974)
- Switch – serie TV, 1 episodio (1976)
- Sulle strade della California (Police Story) – serie TV, 1 episodio (1976)
- Quincy (Quincy M.E.) – serie TV, episodio 5x12 (1980)

## Doppiatrici italiane
Nelle versioni in italiano delle opere in cui ha recitato, Estelle Winwood è stato doppiata da:
- Wanda Tettoni in Assassinio al terzo piano, La scarpetta di vetro, La tentazione del signor Smith, Gli spostati, Darby O'Gill e il re dei folletti (doppiaggio TV 1987)
- Clara Ristori in Il cigno, Per favore non toccate le vecchiette
- Giovanna Scotto in L'affittacamere
- Lydia Simoneschi in La spada magica
- Clelia Bernacchi in Vita da strega
- Giulia Turi in Invito a cena col delitto
- Anna Miserocchi in Dolce inganno (ridoppiaggio)